# Friedenskircherl (Stoderzinken)

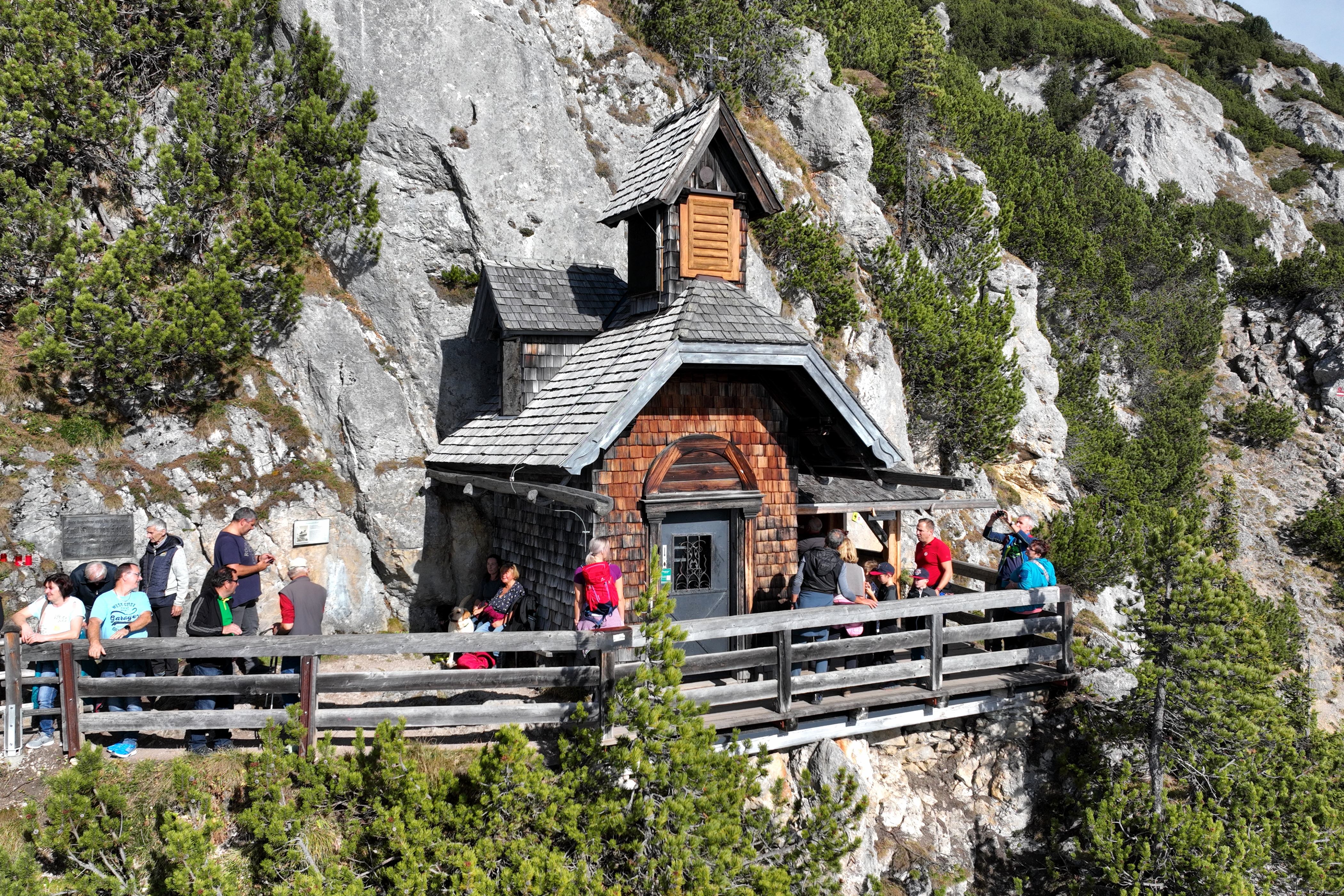
Das Friedenskircherl am Stoderzinken

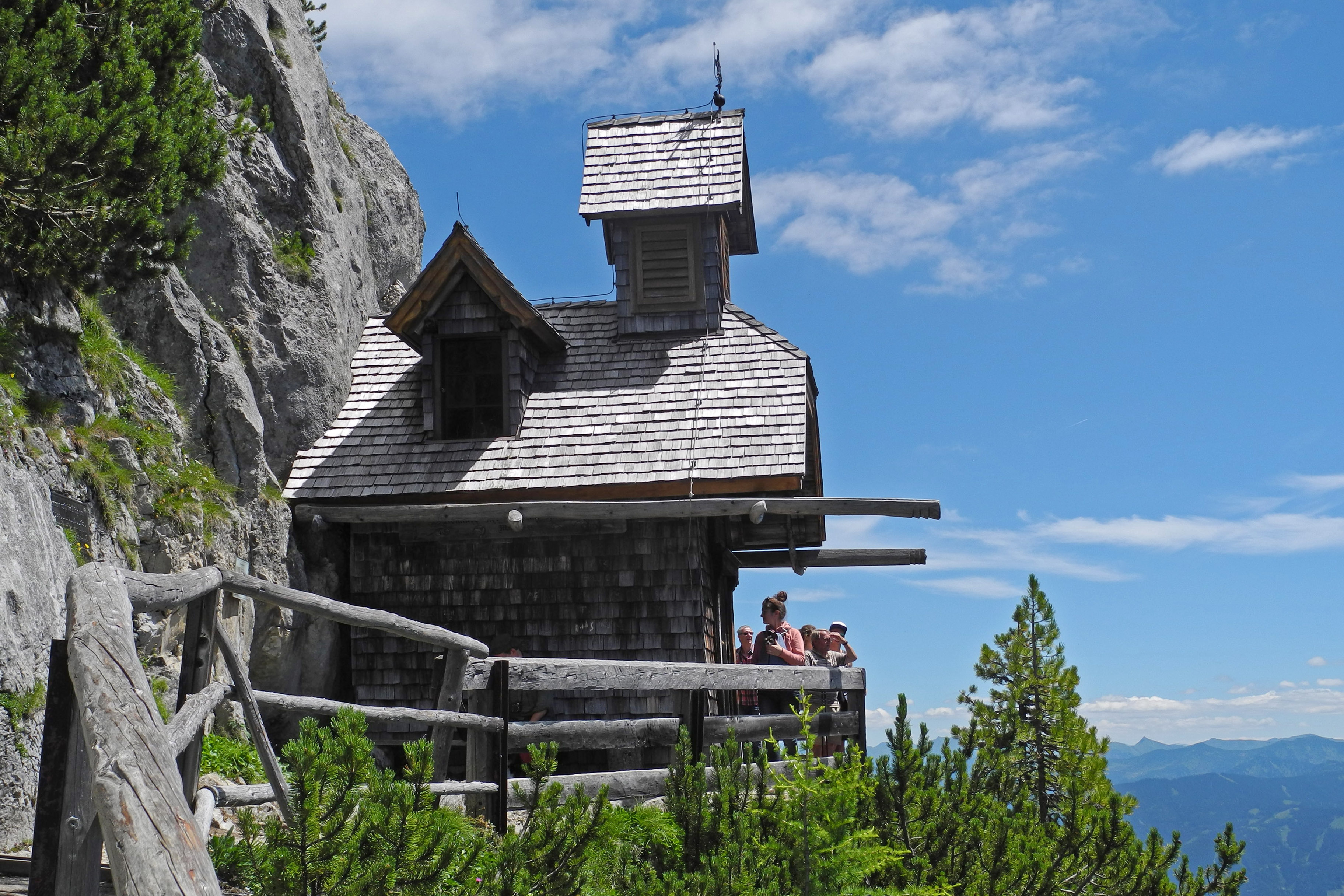
Das Friedenskircherl von Westen

Das Friedenskircherl ist eine kleine Kapelle am Stoderzinken auf einer Höhe von 1898 m ü. A. im Gemeindegebiet von Aich, Bezirk Liezen, im österreichischen Bundesland Steiermark. Es ist nur über einen Fußweg zu erreichen. Im Laufe der Jahrzehnte ist diese kleine Andachtsstätte am Gröbminger Hausberg zu einem Wahrzeichen geworden, das weit über die Grenzen des Ennstales bekannt ist.

## Geschichte
Das Friedenskircherl wurde 1902 von Emil Ritter von Horstig am einer nach Süden orientierten Felswand erbaut. Das Kirchlein ist frei für alle Konfessionen und wurde daher auch von keiner Religionsgemeinschaft geweiht. Im selben Jahr besuchte es der steirische Volksdichter Peter Rosegger. Überwältigt von der Schönheit des Friedenskircherls schrieb er folgenden Vers: „Was soll ich schreiben in diesen Bergen voll Sonnenschein? Ich kann nur in Andacht schweigen und selig sein!“
Dem Friedenskircherl wurde im Jahr 1982 anlässlich seines 80-jährigen Jubiläums eine Briefmarke gewidmet. Seit 1993 ist das Friedenskircherl im Besitz des Österreichischen Bergrettungsdienstes, Ortstelle Gröbming, welcher auch für die Erhaltung verantwortlich ist. Das Friedenskircherl wurde 2011 zum Filmdrehort für die 3. Staffel und die 11. Staffel der Serie Die Bergretter. Im Jahr 2022 wurde das Friedenskircherl  bei der ORF Fernsehsendung 9 Plätze – 9 Schätze zum schönsten Platz Österreichs gewählt.
Das Friedenskircherl steht unter Denkmalschutz (Listeneintrag).

## Zustiege und Wege
Von beiden Parkplätzen am Stoderzinken führt eine jeweils 20-minütige Wanderung zum Friedenskircherl. Über den Florasteig geht es mit etwas Bergerfahrung, Schwindelfreiheit und gutem Schuhwerk in etwa 30 Minuten zum Gipfel des Stoderzinken.